# Xã Ontario, Quận Hand, South Dakota
Xã Ontario (tiếng Anh: Ontario Township) là một xã thuộc quận Hand, tiểu bang Nam Dakota, Hoa Kỳ. Năm 2010, dân số của xã này là 31 người.